# Grote Merenregio (Noord-Amerika)

Een kaart van Noord-Amerika met daarop de Amerikaanse staten en de Canadese provincie die tot de Grote Merenregio worden gerekend.

De Grote Merenregio (Engels: Great Lakes region) is een uitgestrekt gebied rond de Grote Meren in Noord-Amerika: het Bovenmeer, Huronmeer, Michiganmeer, Eriemeer en Ontariomeer. De regio omvat de Amerikaanse staten Illinois, Indiana, Michigan, Minnesota, New York, Ohio, Pennsylvania en Wisconsin, als ook de Canadese provincie Ontario.
De Grote Merenregio vormt een herkenbare historische, economische en culturele eenheid. Er is redelijk wat overlap met het Middenwesten, dat de Amerikaanse staten langs de meren, alsook staten verder west- en zuidwaarts omvat.
Met de Great Lakes Commission heeft de regio ook enige grensoverschrijdende politieke weerslag. De commissie is bevoegd voor de bescherming van water en milieu in en rondom de Grote Meren.